# AFC Futsal Championship 2020
Il campionato asiatico di calcio a 5 2020 (ufficialmente AFC Futsal Championship 2020) è stata la 16ª edizione del torneo e si sarebbe dovuta disputare dal 26 febbraio all'8 marzo 2020 a Ashgabat, in Turkmenistan. L'AFC, il 3 febbraio tramite comunicato ufficiale, ha deciso di posticipare e spostare lo svolgimento del torneo dal 23 marzo al 3 aprile 2021 in Kuwait, a causa della pandemia di COVID-19. Tuttavia la competizione è stata definitivamente cancellata. Le prime 5 classificate si sarebbero dovute qualificare alla FIFA Futsal World Cup 2021.

## Squadre qualificate
| Qualificate    | Così dalle qualificazioni                        | Pres. | Miglior risultato                                                                 |
| -------------- | ------------------------------------------------ | ----- | --------------------------------------------------------------------------------- |
| Turkmenistan   | Nazione ospitante originaria                     | 7ª    | Fase a gironi (2005, 2006, 2007, 2008, 2010, 2012)                                |
| Thailandia     | AFF Futsal Championship 2019 Vincitore           | 16ª   | Secondo posto (2008, 2012)                                                        |
| Indonesia      | AFF Futsal Championship 2019 Secondo posto       | 10ª   | Fase a gironi (2002, 2003, 2004, 2005, 2006, 2008, 2010, 2012, 2014)              |
| Vietnam        | AFF Futsal Championship 2019 Terzo posto         | 6ª    | Quarto posto (2016)                                                               |
| Uzbekistan     | Centro & Sud Vincitore Gruppo A                  | 16ª   | Secondo posto (2001, 2006, 2010, 2016)                                            |
| Tagikistan     | Centro & Sud Secondo posto Gruppo A              | 11ª   | Quarti di finale (2007)                                                           |
| Iran           | Centro & Sud Vincitore Gruppo B                  | 16ª   | Campione (1999, 2000, 2001, 2002, 2003, 2004, 2005, 2007, 2008, 2010, 2016, 2018) |
| Kirghizistan   | Centro & Sud Secondo posto Gruppo B              | 16ª   | Semifinali (2005), Quarto posto (2006, 2007)                                      |
| Cina           | Zona Est Vincitore Gruppo A                      | 13ª   | Quarto posto (2008, 2010)                                                         |
| Giappone       | Zona Est Vincitore Gruppo B                      | 16ª   | Campione (2006, 2012, 2014)                                                       |
| Corea del Sud  | Zona Est Vincitore play-off                      | 14ª   | Secondo posto (1999)                                                              |
| Kuwait         | Zona Ovest Vincitore Gruppo A, nazione ospitante | 12ª   | Quarto posto (2003, 2014)                                                         |
| Bahrein        | Zona Ovest Secondo posto Gruppo A                | 3ª    | Quarti di finale (2018)                                                           |
| Libano         | Zona Ovest Vincitore Gruppo B                    | 12ª   | Quarti di finale (2004, 2007, 2008, 2010, 2012, 2014, 2018)                       |
| Arabia Saudita | Zona Ovest Secondo posto Gruppo B                | 2ª    | Fase a gironi (2016)                                                              |
| Oman           | Zona Ovest Vincitore play-off                    | 1ª    | Esordiente                                                                        |

## Sorteggio
Il sorteggio dei gironi si è svolto il 6 dicembre 2019 a Ashgabat, in Turkmenistan. Le 16 squadre sono state divise in 4 gironi da quattro squadre ciascuno.
| 1ª urna                               | 2ª urna                           | 3ª urna                                    | 4ª urna                              |
| ------------------------------------- | --------------------------------- | ------------------------------------------ | ------------------------------------ |
| Turkmenistan Iran Giappone Uzbekistan | Libano Vietnam Bahrein Thailandia | Kirghizistan Tagikistan Cina Corea del Sud | Arabia Saudita Indonesia Kuwait Oman |

## Fase a gironi

### Gruppo A
| Squadra      | Pti | G | V | N | P | GF | GS | DR |
| ------------ | --- | - | - | - | - | -- | -- | -- |
| Turkmenistan | 0   | 0 | 0 | 0 | 0 | 0  | 0  | 0  |
| Vietnam      | 0   | 0 | 0 | 0 | 0 | 0  | 0  | 0  |
| Tagikistan   | 0   | 0 | 0 | 0 | 0 | 0  | 0  | 0  |
| Oman         | 0   | 0 | 0 | 0 | 0 | 0  | 0  | 0  |

|  | Vietnam | – (Cancellata) | Tagikistan |  |

|  | Turkmenistan | – (Cancellata) | Oman |  |

|  | Oman | – (Cancellata) | Vietnam |  |

|  | Tagikistan | – (Cancellata) | Turkmenistan |  |

|  | Tagikistan | – (Cancellata) | Oman |  |

|  | Turkmenistan | – (Cancellata) | Vietnam |  |

### Gruppo B
| Squadra      | Pti | G | V | N | P | GF | GS | DR |
| ------------ | --- | - | - | - | - | -- | -- | -- |
| Giappone     | 0   | 0 | 0 | 0 | 0 | 0  | 0  | 0  |
| Libano       | 0   | 0 | 0 | 0 | 0 | 0  | 0  | 0  |
| Kirghizistan | 0   | 0 | 0 | 0 | 0 | 0  | 0  | 0  |
| Kuwait       | 0   | 0 | 0 | 0 | 0 | 0  | 0  | 0  |

|  | Libano | – (Cancellata) | Kirghizistan |  |

|  | Giappone | – (Cancellata) | Kuwait |  |

|  | Kuwait | – (Cancellata) | Libano |  |

|  | Kirghizistan | – (Cancellata) | Giappone |  |

|  | Giappone | – (Cancellata) | Libano |  |

|  | Kirghizistan | – (Cancellata) | Kuwait |  |

### Gruppo C
| Squadra    | Pti | G | V | N | P | GF | GS | DR |
| ---------- | --- | - | - | - | - | -- | -- | -- |
| Uzbekistan | 0   | 0 | 0 | 0 | 0 | 0  | 0  | 0  |
| Bahrein    | 0   | 0 | 0 | 0 | 0 | 0  | 0  | 0  |
| Cina       | 0   | 0 | 0 | 0 | 0 | 0  | 0  | 0  |
| Indonesia  | 0   | 0 | 0 | 0 | 0 | 0  | 0  | 0  |

|  | Bahrein | – (Cancellata) | Cina |  |

|  | Uzbekistan | – (Cancellata) | Indonesia |  |

|  | Indonesia | – (Cancellata) | Bahrein |  |

|  | Cina | – (Cancellata) | Uzbekistan |  |

|  | Uzbekistan | – (Cancellata) | Bahrein |  |

|  | Cina | – (Cancellata) | Indonesia |  |

### Gruppo D
| Squadra        | Pti | G | V | N | P | GF | GS | DR |
| -------------- | --- | - | - | - | - | -- | -- | -- |
| Iran           | 0   | 0 | 0 | 0 | 0 | 0  | 0  | 0  |
| Thailandia     | 0   | 0 | 0 | 0 | 0 | 0  | 0  | 0  |
| Corea del Sud  | 0   | 0 | 0 | 0 | 0 | 0  | 0  | 0  |
| Arabia Saudita | 0   | 0 | 0 | 0 | 0 | 0  | 0  | 0  |

|  | Thailandia | – (Cancellata) | Corea del Sud |  |

|  | Iran | – (Cancellata) | Arabia Saudita |  |

|  | Arabia Saudita | – (Cancellata) | Thailandia |  |

|  | Corea del Sud | – (Cancellata) | Iran |  |

|  | Iran | – (Cancellata) | Thailandia |  |

|  | Corea del Sud | – (Cancellata) | Arabia Saudita |  |

## Fase a eliminazione diretta

### Tabellone
|  | Quarti di finale | Quarti di finale |                           |  | Semifinali | Semifinali |  |  | Finale | Finale |
|  |                  |                  |                           |  |            |            |  |  |        |        |
|  |                  |                  |                           |  |            |            |  |  |        |        |
|  |                  |                  |                           |  |            |            |  |  |        |        |
|  |                  |                  |                           |  |            |            |  |  |        |        |
|  |                  |                  |                           |  |            |            |  |  |        |        |
|  |                  |                  |                           |  |            |            |  |  |        |        |
|  |                  |                  |                           |  |            |            |  |  |        |        |
|  |                  |                  |                           |  |            |            |  |  |        |        |
|  |                  |                  |                           |  |            |            |  |  |        |        |
|  |                  |                  |                           |  |            |            |  |  |        |        |
|  |                  |                  |                           |  |            |            |  |  |        |        |
|  |                  |                  |                           |  |            |            |  |  |        |        |
|  |                  |                  |                           |  |            |            |  |  |        |        |
|  |                  |                  |                           |  |            |            |  |  |        |        |
|  |                  |                  |                           |  |            |            |  |  |        |        |
|  |                  |                  |                           |  |            |            |  |  |        |        |
|  |                  |                  |                           |  |            |            |  |  |        |        |
|  |                  |                  |                           |  |            |            |  |  |        |        |
|  |                  |                  | Finale per il terzo posto |  |            |            |  |  |        |        |
|  |                  |                  |                           |  |            |            |  |  |        |        |
|  |                  |                  |                           |  |            |            |  |  |        |        |
|  |                  |                  |                           |  |            |            |  |  |        |        |
|  |                  |                  |                           |  |            |            |  |  |        |        |
|  |                  |                  |                           |  |            |            |  |  |        |        |
|  |                  |                  |                           |  |            |            |  |  |        |        |
|  |                  |                  |                           |  |            |            |  |  |        |        |
|  |                  |                  |                           |  |            |            |  |  |        |        |

### Tabellone 5º-8º posto
|  | Semifinali | Semifinali | Semifinali |  |  | Finale 5º posto | Finale 5º posto | Finale 5º posto |  |
|  |            |            |            |  |  |                 |                 |                 |  |
|  |            |            |            |  |  |                 |                 |                 |  |
|  |            |            |            |  |  |                 |                 |                 |  |
|  |            |            |            |  |  |                 |                 |                 |  |
|  |            |            |            |  |  |                 |                 |                 |  |
|  |            |            |            |  |  |                 |                 |                 |  |
|  |            |            |            |  |  |                 |                 |                 |  |
|  |            |            |            |  |  |                 |                 |                 |  |
|  |            |            |            |  |  |                 |                 |                 |  |
|  |            |            |            |  |  |                 |                 |                 |  |

### Quarti di finale
|  | non conosciuta | – (Cancellata) | non conosciuta |  |

|  | non conosciuta | – (Cancellata) | non conosciuta |  |

|  | non conosciuta | – (Cancellata) | non conosciuta |  |

|  | non conosciuta | – (Cancellata) | non conosciuta |  |

### Semifinali 5º posto
|  | non conosciuta | – (Cancellata) | non conosciuta |  |

|  | non conosciuta | – (Cancellata) | non conosciuta |  |

### Semifinali
|  | non conosciuta | – (Cancellata) | non conosciuta |  |

|  | non conosciuta | – (Cancellata) | non conosciuta |  |

### Finale 7º posto
|  | non conosciuta | – (Cancellata) | non conosciuta |  |

### Finale 5º posto
|  | non conosciuta | – (Cancellata) | non conosciuta |  |

### Finale 3º posto
|  | non conosciuta | – (Cancellata) | non conosciuta |  |

### Finale
|  | non conosciuta | – (Cancellata) | non conosciuta |  |

## Campione
Non assegnato

## Squadre qualificate al campionato mondiale
Le seguenti squadre si sono qualificate alla FIFA Futsal World Cup 2021:
| Qualificate | Pres. | Ult. | Miglior risultato |
| ----------- | ----- | ---- | ----------------- |
| TBD         |       |      |                   |
| TBD         |       |      |                   |
| TBD         |       |      |                   |
| TBD         |       |      |                   |
| TBD         |       |      |                   |